# Ошени
 Тази статия е за селото в Костурско.  За селото в Кожанско със старо име Илесли вижте Инои.  
Òшени (на гръцки: Οινόη, Инои, до 1927 година Όσιανη, Осяни) е село в Егейска Македония, Република Гърция, в дем Костур, област Западна Македония.

## География
Селото е разположено на 20 километра западно от демовия център Костур, на 720 m надморска височина в подножието на хребета Флацата.

## История

### В Османската империя
Селото се споменава в османски дефтер от 1530 година под името Ошани със 105 християнски семейства. В края на XIX век Ошени е смесено българо-мюсюлманско село. Александър Синве ("Les Grecs de l’Empire Ottoman. Etude Statistique et Ethnographique"), който се основава на гръцки данни, в 1878 година пише, че в Осени (Osseni) живеят 900 гърци. В „Етнография на вилаетите Адрианопол, Монастир и Салоника“, издадена в Константинопол в 1878 година и отразяваща статистиката на населението от 1873 година, Ошени (Ochéni) е посочено като село с 210 домакинства с 540 жители българи и 140 мюсюлмани. Според статистиката на Васил Кънчов („Македония. Етнография и статистика“) в 1900 година Ошени има 120 жители българи християни и 550 души българи мохамедани.
На Етнографската карта на Битолския вилает на Картографския институт в София от 1901 година Ошени е смесено българо-влашко-турско село в Костурската каза на Корчанския санджак със 130 къщи.
В началото на XX век християнските жители на Ошени са под върховенството на Вселенската патриаршия. По данни на секретаря на Българската екзархия Димитър Мишев („La Macédoine et sa Population Chrétienne“) в 1905 година в селото има 80 българи патриаршисти гъркомани.
Гръцка статистика от 1905 година представя селото като гръцко-турско – с 80 жители гърци и 750 жители турци. Според Георги Константинов Бистрицки Ошени преди Балканската война има 20 български и 80 помашки къщи, а според Георги Христов и 2 куцовлашки.
По време на Балканската война един човек от Ошени се включва като доброволец в Македоно-одринското опълчение.
На етническата карта на Костурското братство в София от 1940 година, към 1912 година Ошани е обозначено като българо-турско селище.
Селото праща башибозук, който опожарява и разграбва съседните български села по времето на Илинденското въстание.

### В Гърция
През войната селото е окупирано от гръцки части и остава в Гърция след Междусъюзническата война. Боривое Милоевич пише в 1921 година („Южна Македония“), че Ошени има 5 къщи славяни християни и 154 къщи славяни мохамедани. През 20-те години мюсюлманското население на Ошени се изселва в Турция и на негово място са заселени гърци, бежанци от Турция, 572 души или според други данни 153 семейства и 565 души. Турското население на селото е заселено в Нигде, Невшехир, Йозгат, Йолова, Бурса, Силиврия и околните села през 1924 година, съгласно Споразумението за обмен на население между Гърция и Турция.
В 1926 година селото е прекръстено на Инои – гръцката форма на понтийското градче Юне. След 1919 година двама души се изселват в България по официален път.
През Втората световна война в Ошени е създадена въоръжена мухаджирска чета за терор над българското население.
По време на Гръцката гражданска война селото не пострадва много. Две деца са изведени извън страната от комунистическите власти като деца бежанци. След войната започва масова емиграция отвъд океана. От жителите с български произход остават 60 – 70 души. Част от понтийските жители на Ошени се заселват в напуснатото българско преспанско село Щърково (Плати).
| Име       | Име         | Ново име         | Ново име         | Описание                                                                  |
| --------- | ----------- | ---------------- | ---------------- | ------------------------------------------------------------------------- |
| Посова    | Πόσαβα      | Микрокамбос      | Μικρόκαμπος      | местност Ю от Ошени                                                       |
| Лесница   | Λέσνιτσα    | Лептокарияс Рема | Λεπτοκαρυάς Ρέμα | река в Дъмбенската планина, С от Ошени                                    |
| Бей бунар | Μπέη Μπονάρ | Кефалари         | Keφαλάρι         | местност в Дъмбенската планина, С от Ошени, по горното течение на Лесница |

| Година    | 1913 | 1920 | 1928 | 1940 | 1951 | 1961 | 1971 | 1981 | 1991 | 2001 | 2011 | 2021 |
| --------- | ---- | ---- | ---- | ---- | ---- | ---- | ---- | ---- | ---- | ---- | ---- | ---- |
| Население | 695  | 824  | 602  | 990  | 1003 | 823  | 555  | 673  | 621  | 583  | 475  | 419  |

## Личности
Родени в Ошени
- Герго Димитров, деец на ВМРО[22]
- Кириакос Каратаидис (р. 1965), гръцки футболист
- Лазар Дамов Ошенски (1897 – 1970), комунистически деец от Гърция и Югославия
- Търпе Наумов, македоно-одрински опълченец, 3 рота на 5 одринска дружина[23]
- Симеон Христу (Συμεών Χρήστου), гръцки андартски деец[24]
- Хасан ага (фамилия Бабче) (1857 – 1924)